# زير نور ماه
زير نور ماه (بالعربية: تحت ضوء القمر)، هو فيلم سينمائي إيراني صدر عام 2001 من تأليف وإخراج سيد رضا ميركريمي وبطولة حسین پرستار وحامد رجبعلی ومهران رجبی وشقایق دهقان واصغر حیدری وفرشته صدرعرفایی. یتحدث الفيلم عن فتى يبحث عن ما تريده نفسه حقًّا؛ إما البقاء في الحوزة العلمية ليصير شيخًا في المستقبل تلبية لرغبة أبيه أو الخروج الحوزة واتباع ما تريده نفسه.

## الجوائز
حصد الفلم أكثر من سبع جوائز.

## روابط خارجية
- زير نور ماه على موقع IMDb (الإنجليزية)
- زير نور ماه على موقع ميتاكريتيك (الإنجليزية)
- زير نور ماه على موقع روتن توميتوز (الإنجليزية)
- زير نور ماه على موقع أول موفي (الإنجليزية)
- زير نور ماه على موقع قاعدة بيانات الفيلم (الإنجليزية)
- زير نور ماه على موقع ليتربوكسد (الإنجليزية)
- زير نور ماه على موقع كينوبويسك (الروسية)